# グリニャン・レ・ザデマール
グリニャン・レ・ザデマール(Grignan-les-adhémar) は、フランスのドローム県南西部、ローヌ川の左岸（東側）にあるローヌワインの産地である。1973年の AOC 獲得以来、コトー・デュ・トリカスタン(Coteaux du Tricastin)を名乗っていたが、2010年6月名称変更になった。

## ワイン
1973年にVDQSワインから昇格した新しい産地で、21の村（コミューン）からなり、ぶどう畑は2576haある。赤・白・ロゼを産するが、約85%が赤ワインである。
ぶどう品種はシラー、グルナッシュなど9つの品種が認められており、いくつかの品種を混醸することが多い。コート・デュ・ローヌ地方南部に分類されているが、その中では北端に当たり、また、北部のエルミタージュなどと同じ県に属しているため、赤ワインは比較的シラーの割合が多く、やや香味は軽いものの、ローヌ北部地区に似た味わいも持っている。
新興産地であるため、1本千数百円程度の比較的安価なワインが多いが、近年評価が上がり、2千円から3千円くらいの価格のものもある（2009年々末時）。生産量も多く、比較的お買い得なものが多い。
2008年に起きたトリカスタン原子力発電所の事故により風評被害を受けたことから、AOC Grignan Les Adhémarと名称変更を余儀なくされることとなった。